# Manley (Nebraska)
Manley est un village du comté de Cass, dans l'État du Nebraska, aux États-Unis. En 2020, il comptait une population de 167 habitants.